# بريتاني بويد
بريتاني بويد (بالإنجليزية: Brittany Boyd)‏ مواليد 11 يونيو 1993، هي لاعبة كرة سلة أمريكية. بدأت مسيرتها الاحترافية في سنة 2015. تم اختيارها من قبل فريق نيويورك ليبرتي خلال الدرافت وتلعب معه في دوري الاتحاد الوطني لكرة السلة النسائية كلاعب هجوم خلفي. وتحمل الرقم 15. يبلغ طولها 5 قدم 9 بوصة (1.8 م).

## روابط خارجية
- بريتاني بويد على موقع الاتحاد الوطني لكرة السلة النسائية (الإنجليزية)
- بريتاني بويد على موقع كرة السلة الأوروبية.كوم (الإنجليزية)
- بريتاني بويد على موقع كلية كرة السلة في سبورتس رفرنس.كوم (الإنجليزية)
- بريتاني بويد على موقع بروبوليرز (الإنجليزية)
- بريتاني بويد على موقع سبورتس رفرنس (الإنجليزية)